# Sunday News
Die Sunday News ist eine überregionale Sonntagszeitung in Neuseeland. Ihr Verbreitungsgebiet umfasst ganz Neuseeland. Der Redaktionssitz der Zeitung liegt in Auckland.

## Geschichte
Die Ursprünge der Sunday News gehen auf das Jahr 1963 zurück, in dem das Blatt am 20. Oktober in Auckland erstmals herausgegeben wurde. 1965 kaufte die Truth (N.Z.) Ltd. die Zeitung und gab ab dem 6. Juni 1965 die News gleichzeitig in Auckland und Wellington heraus. Wann die Zeitung weiterverkauft wurde, ist derzeit nicht bekannt.

## Die Zeitung heute
Die Zeitung liefert schlagkräftige Nachrichten zu den Themen Sport, Motorsport, Entertainment und liefert Informationen zu den Fernsehprogrammen und Arbeitsmöglichkeiten. Das Blatt hatte 2014 eine durchschnittliche Leserschaft von 150.000 Lesern  und gehört über einige Firmenverknüpfungen der australischen Fairfax Media Gruppe.